# Оканья, Диего де
Ока́нья, Дие́го де (исп. Diego de Ocaña) (ноябрь 1565, Оканья, Испания — 17 ноября 1608, Мехико, Мексика) — испанский художник, историк, исследователь и путешественник. Монах Ордена Святого Херонимо, монастыря Девы Марии Гваделупской. Являлся первым путешественником по Перу, оставившим рисунки и портреты южноамериканских индейцев.

## Биография

### Семья
Сын Хуана де Уэрта (Juan de Huerta) и Марии де Сальседо (María de Salcedo).

### Поступление в монашество
Совсем юным вступил в Орден Святого Херонимо, в Гваделупский монастырь. Дал обет 8 июня 1588 года, принятый монахом Приором монастыря Диего де Талавера. Ему было 29 или 30 лет, когда он отправился в Америку 3 января 1599 года. Путешествовал он вместе с жителем Астурии монахом Мартином де Посада (Martín de Posada).

## Путешествия

### Карибский бассейн
Побывал в Пуэрто-Рико (прибыл 24 марта), Картахене, Портобельо. Высадился в Панаме 1 мая, где находился до 3 августа. С собой у них были книги, одна из них — Historia de la Sagrada Imagen de Guadalupe, написанная монахом Габриэлем де Талавера. Из Панамы морем добрался до Пайты, в этом городе Мартин де Посада умер 11 сентября. Потом сушей до Кальяо и Лимы. Там снова морем путешествовал до Чили.

### Южная Америка
Посетил Перу в 1599—1605 годах. Занимался евангелизацией населения; инициировал культ (это была основная задача путешествия) Девы Марии Гваделупской и собирал пожертвования в её честь; посещал монастыри и миссии. Объездил Южную Америку от Пайты (Перу) до острова Чилоэ (Чили), от Патагонии (Аргентина) до Парагвая, от Тукумана до Альтиплано в Боливии. Долгое время находился в Потоси, где произвел своей пьесой такое впечатление, что очевидец, королевский казначей дон Луис де Киньонес де Осорио (исп. don Luis de Quiñones Osorio), подтвердил, что в Потоси произошло чудо (о чем, также сказано в 49 кодексе Чудес Архива Гваделупского монастыря: было спасено пять индейцев от неминуемой смерти в августе 1601 года), и он похвалил Оканью за то, что тот сильно повлиял на набожность местных жителей; потом в Чукисака (1601) он срисовал смуглую Деву Марию в Кафедральном Соборе города. Был в Ла-Пасе, Арекипе и Куско (1603). Из Гуаманга направился в Лиму (1604), затем в Ика, был в Варочири. Описал жителей равнин у побережья и горцев в Андах. В 1605 году вернулся в Лиму, в котором написал свою рукопись.

### Мексика
В начале 1605 года отправился в Мехико, где и умер 17 ноября 1608 года, согласно 17-й страницы в рукописи H-14 Гваделупского монастырского архива, провинция Касерес, Испания.

## Произведения
Рукопись:
- Relación del viaje de Fray Diego de Ocaña por el Nuevo Mundo (1599—1605). S. XVII (principios). — 318 h.+3 h. en blanco (2+1)+10 h. de guarda (5+5). Содержит 22 рисунка, 5 карт; размер: 21x15 см.

Работа подана самим автором, как рассказ о путешествиях. Она содержит карты, нарисованные им самим, а также уникальные (хоть далеко и не совершенные) портреты индейцев, их одежды, и образы Девы Марии. Он один из трёх авторов хроник по истории Инков (кроме более поздних: Мартин де Муруа, и Гуаман Пома де Айяла), включивших в свою книгу рисунки и портреты местных индейцев. Основная линия повествования — мораль и религия. Построена книга в виде хроники. Рукопись оформлена в тетрадь в Мадриде неким Хинеста (Ginesta) в августе 1871 году. Манускрипт происходит из Монастыря Гваделупе, затем принадлежал Бартоломе Хосе Гальярдо (Bartolomé José Gallardo), в 1861 году принадлежал коллекции астурийца Фелипе де Сото Посада (Felipe de Soto Posada), после него его сыну Себастьяну де Сото, после его смерти в 1915 году они перешли к мадридцу Роке Пидаль (Roque Pidal), который продал их в 1935 году Университету в Овьедо. Как его рукописи попали в архив Гваделупского монастыря в Касересе — неизвестно. Фотокопии рукописей также хранятся в Университете в Овьедо.
Издана под таким названием:
- A través de la América del Sur (1608). — Madrid: Historia 16, 1987, 256 стр.

Написал также пьесу для театра, включенную в его рукопись:
- Comedia de Nuestra Señora de Guadalupe y sus milagros, 1601.

Существует в трех изданиях:
- - La Virgen de la Hispanidad de Fray Carlos G. Villacampos, pp. 197–291, marzo a julio de 1934
  - Un viaje fascinante por la América Hispana del Siglo XVI, de Fray Diego de Ocaña, ed. De Fray Arturo Alvarez, pp. 367–433,
  - Comedia de Nuestra Señora de Guadalupe y sus milagros, ed. De Teresa Gisbert, pp. 23–115, Biblioteca Paceña, La Paz, Bolivia, 1957.